# Airyho funkce
Airyho funkce {\displaystyle \mathrm {Ai} (x)} je vyšší transcendentní funkce pojmenovaná podle britského matematika a astronoma George Airyho. Funkce {\displaystyle \mathrm {Ai} (x)} a s ní příbuzná funkce {\displaystyle \mathrm {Bi} (x)} tvoří řešení diferenciální rovnice
{\displaystyle y''-xy=0,}
která je známa jako Airyho nebo Stokesova rovnice. Přesné řešení této rovnice má tvar
{\displaystyle y=c_{1}\mathrm {Ai} (x)+c_{2}\mathrm {Bi} (x),}
kde {\displaystyle c_{1}} a {\displaystyle c_{2}} jsou neznámé reálné (popřípadě komplexní) koeficienty (integrační konstanty). Toto řešení má charakteristický tvar, kde funkce prvně osciluje, poté však exponenciálně roste nebo klesá.

## Definice

Graf Ai(x) červeně a Bi(x) modře

Airyho funkce je definována integrálním tvarem
{\displaystyle \operatorname {Ai} (x)={\dfrac {1}{\pi }}\int _{0}^{\infty }\cos \left({\dfrac {t^{3}}{3}}+xt\right)\,\mathrm {d} t.}
A podobně i funkce {\displaystyle \mathrm {Bi} (x)}.
{\displaystyle \operatorname {Bi} (x)={\frac {1}{\pi }}\int _{0}^{\infty }\left[\exp \left(-{\tfrac {t^{3}}{3}}+xt\right)+\sin \left({\tfrac {t^{3}}{3}}+xt\right)\,\right]\mathrm {d} t}
V grafu jsou vidět výše zmíněné vlastnosti. Obě funkce pro {\displaystyle x<0} oscilují, ovšem v bodě {\displaystyle x=0} se situace změní. Pro {\displaystyle x>0} funkce {\displaystyle \mathrm {Ai} (x)} exponenciálně klesá a funkce {\displaystyle \mathrm {Bi} (x)} naopak exponenciálně roste.

## Užití

### Kvantová mechanika
Airyho funkci obsahuje například vlnová funkce částice, která se pohybuje v jednodimenzionálním prostoru a současně v homogenním potenciálovém poli. Schrödingerova rovnice pro takovou částici vypadá následovně:
{\displaystyle E\Psi =-{\frac {\hbar ^{2}}{2m}}{\frac {\partial ^{2}\Psi }{\partial x^{2}}}+Fx\Psi ,}
kde {\displaystyle E} je celková energie částice, {\displaystyle \Psi } její vlnová funkce a {\displaystyle m} její hmotnost. {\displaystyle \hbar } značí redukovanou Planckovu konstantu, {\displaystyle x} polohu částice a {\displaystyle F} sílu, která na částici působí. Rovnici upravíme do přehlednějšího tvaru.
{\displaystyle {\frac {\partial ^{2}\Psi }{\partial x^{2}}}={\frac {2mF}{\hbar ^{2}}}\left(x-{\frac {E}{F}}\right)\Psi }
Vlnová funkce částice pak má předpis
{\displaystyle \Psi (x)=c_{1}\operatorname {Ai} \left({\sqrt[{3}]{\frac {2mF}{\hbar ^{2}}}}\left(x-{\frac {E}{F}}\right)\right)+c_{2}\operatorname {Bi} \left({\sqrt[{3}]{\frac {2mF}{\hbar ^{2}}}}\left(x-{\frac {E}{F}}\right)\right),}
kde {\displaystyle c_{1}} a {\displaystyle c_{2}} jsou komplexní koeficienty. Pokud však máme částici naprosto volnou v celém jednodimenzionálním vesmíru a nemáme nijak specificky dané podmínky pro jeho hranice, bude mít vlnová funkce trochu jednodušší tvar. Jde o to, že pro {\displaystyle x} menší než {\displaystyle {\frac {E}{F}}} (v místech, kde je energie částice větší než potenciální) má částice oscilující vlnovou funkci, kdežto v případě kdy částice překoná vzdálenost {\displaystyle {\frac {E}{F}}}, začne její funkce exponenciálně klesat nebo růst. Tento jev nastane právě proto, že se částice v takovém momentu dostane do poloh s vyšším potenciálem, než je mechanická energie částice. Z klasické mechaniky by se do takových míst nemělo těleso nikdy dostat, ale kvantová mechanika tento děj připouští, dokonce pro něj má i speciální označení: tunelový jev. Nicméně z logiky věci a našich zkušeností s kvantovým tunelováním by pravděpodobnost výskytu částice měla s rostoucí polohou neustále slábnout a blížit se k nule. Není totiž možné, aby se částice nacházela v místě, na jehož dosažení její energie nestačí, mnohonásobně pravděpodobněji než v místech, kterých může bezpečně dosáhnout i bez tunelování. Natož pak, aby pravděpodobnost rostla se zvyšující se polohou {\displaystyle x}. Musí tomu být přesně naopak. Tuto podmínku lze vyjádřit matematicky jako
{\displaystyle \lim _{x\rightarrow \infty }\Psi (x)=0.}
Této podmínky je možné dosáhnout pouze položením {\displaystyle c_{2}=0}.
Vlnová funkce tak získává mnohem elegantnější tvar.
{\displaystyle \Psi (x)=c_{1}\operatorname {Ai} \left({\sqrt[{3}]{\frac {2mF}{\hbar ^{2}}}}\left(x-{\frac {E}{F}}\right)\right)}
Koeficient {\displaystyle c_{1}} je možné určit normalizací vlnové funkce. Menší problém je, že hustota pravděpodobnosti {\displaystyle \rho (x)=|\Psi |^{2}=\left(|c_{1}|\operatorname {Ai} (x)\right)^{2}} po integrování na celém prostoru nedává konečný výsledek, takový integrál je divergentní. Tím pádem funkci nelze normalizovat. Na druhou stranu pokud prostor ohraničíme zleva a částice se bude moct pohybovat pouze v intervalu {\displaystyle \langle x_{0},\infty )}, kde {\displaystyle x_{0}} tvoří určitý hraniční bod tohoto světa na polopřímce, integrál hustoty pravděpodobnosti v tomto intervalu bude konvergentní a vlnovou funkci bude možné normalizovat.
{\displaystyle \int _{x_{0}}^{\infty }\rho (x)\,\mathrm {d} x=|c_{1}|^{2}\int _{x_{0}}^{\infty }{\operatorname {Ai} \left({\sqrt[{3}]{\frac {2mF}{\hbar ^{2}}}}\left(x-{\frac {E}{F}}\right)\right)}^{2}\,\mathrm {d} x=1}
Zároveň se neporuší logická podmínka pro tunelování {\displaystyle \lim _{x\rightarrow \infty }\Psi (x)=0}, protože směrem doprava, do vyšších potenciálních energií má částice volný přístup. Kdybychom hypotetický 1D vesmír omezili zprava, podmínka {\displaystyle c_{2}=0} by už nemusela být nezbytnou.

### Optika
Rozptylová funkce